# Троллейбус Мехико
Троллейбус Мехико — система троллейбусного транспорта города Мехико. Открыта 9 марта 1951 года.

## История развития
В 1947 году была создана система управления электрическим транспортом в Мехико и началось проектирование сети.
Движение открылось 9 марта 1951. Первыми троллейбусами были машины иностранного производства: американские Westram и итальянские Alfa Romeo (модели Tubocar и Casaro). Все они поступали из других городов (в основном — американских и канадских). Они получали номера серии 3000.
В 1960—1970-е годы из-за пробок происходило снятие электрического транспорта с улиц Мехико. Трамвайная система была закрыта, а троллейбус остался. С 1968 года начался упадок троллейбусной сети, связанный с открытием метро и запущенным состоянием контактной сети.
В восьмидесятые годы начался новый подъём, новые троллейбусы стали закупаться у Мексиканской Автобусной Компании, SA (МАSА). Они получали номера серий 4000, 4100, 4200, 4300, 4400, 4700 и 6000, некоторые из них до сих пор находятся в эксплуатации. Наряду с этим, старые троллейбусы мексиканской фирмы Moyada стали проходить капитальный ремонт с изменением номера с серии 3000 на 5000. В 1986 году парк насчитывал 1045 троллейбусов и с тех пор количество подвижного состава уменьшается.
В 1990-е годы началась закупка троллейбусов МАSА-KIEPE (серия 7000). Ближе к концу 90-х были введены в эксплуатацию троллейбусы МАSA-Mitsubishi (серии 9700 и 9800), которые ныне составляют основу парка.
К концу 90-х сеть насчитывала около 340 троллейбусов, работавших на 12 маршрутах со средним интервалом 6 минут.
К середине 2010-х в парках находилось около 360 троллейбусов, выпуск на 8 маршрутов составлял до 290 машин.
До 2019 года маршруты обозначались следующими буквами: A, CP, D, G, I, K, LL и S.
Длина троллейбусной сети указывается равной 203 км для протяжённости полных рейсов (туда-обратно) по маршрутам. Расчётная длина маршрутной сети в однопутном измерении около 100 км. Данных об участках без контактной сети нет.

## Текущее положение дел

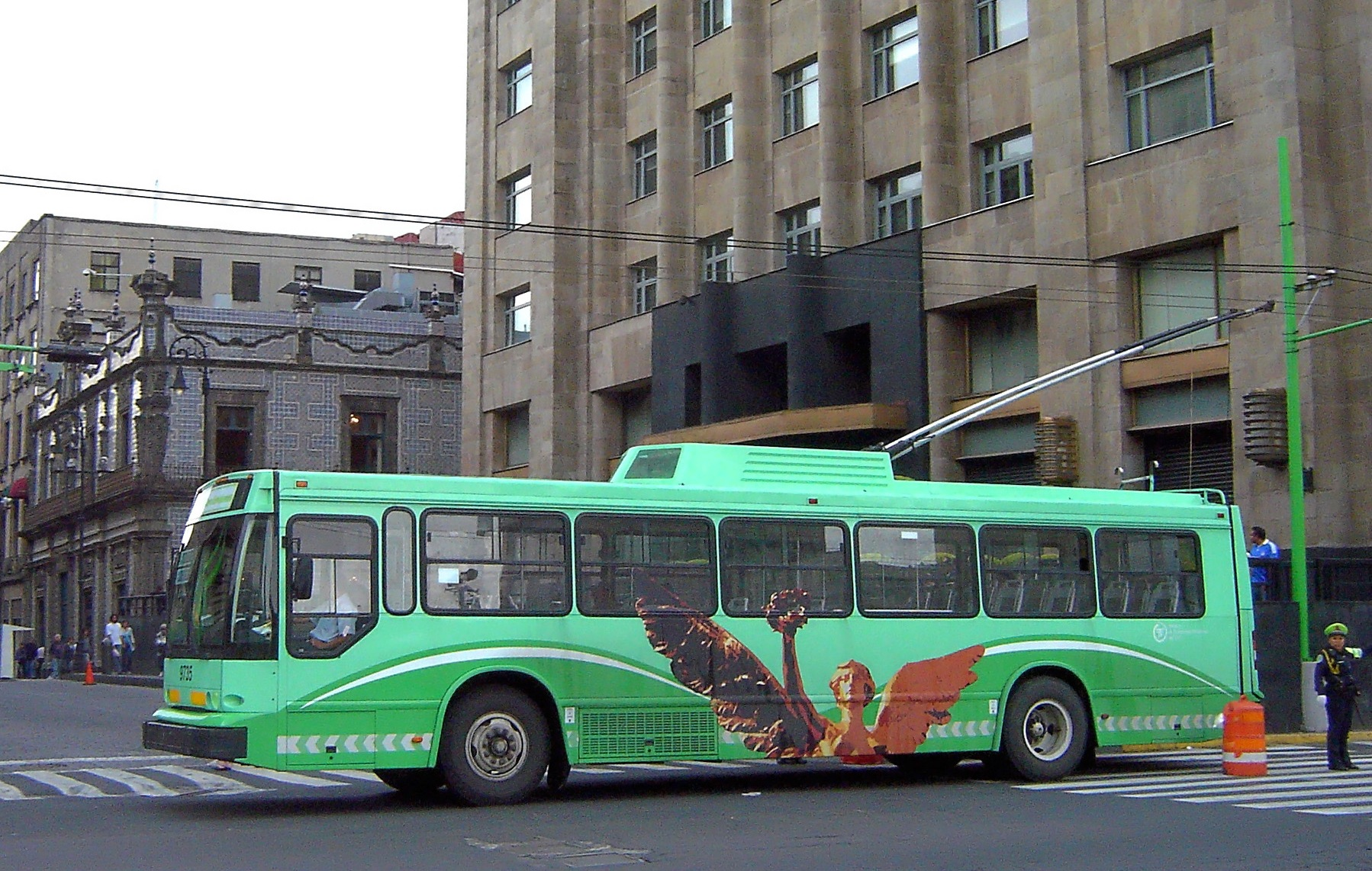
Троллейбус № 9735 на своем маршруте по линии 1.

Троллейбус сокращается, на 2018 год осталось 8 маршрутов. В основном используются троллейбусы марки MASA-Somex, MASA-Toshiba, MASA-Mitsubishi также представлены Flyer E800, Brill T40S Закупки троллейбусов до сих пор производятся в США.
Оплата проезда осуществляется на входе в салон монетами в специальный ящик (ящик устроен так, что кидаемая сумма видна водителю).
Текущая сеть состоит из восьми строк, которые используют номера в качестве номенклатуры. Линии с 1 по 7 пересекают город, линия 8 — это радиальная линия. 

### Линии
| Линия | Маршрут                                                 | Количество остановок |
| ----- | ------------------------------------------------------- | -------------------- |
| 1     | Autobuses del Norte — Autobuses del Sur                 | 51 / 43              |
| 2     | Metro Velódromo — Metro Chapultepec                     | 29 / 32              |
| 3     | San Andrés Tetepilco — Metro Mixcoac                    | 24 / 27              |
| 4     | Metro Boulevard Puerto Aéreo — Metro El Rosario         | 72 / 66              |
| 5     | San Felipe de Jesús — Metro Hidalgo                     | 57 / 54              |
| 6     | Metro El Rosario — Metro Chapultepec                    | 56 / 43              |
| 7     | Ciudad Universitaria — CETRAM Periférico Oriente        | 37 / 40              |
| 8     | Circuito Politécnico                                    | 46                   |
| 9     | Metro Villa de Cortés — Río Churubusco / Metro Apatlaco | 40                   |
| 10    | Metro Constitución de 1917 — Acahualtepec               | 10                   |
| 12    | Perisur — Tasqueña                                      | 18 / 16              |

Линия 1 Северная автобусная станция — Южная автобусная станция.
Самая важная троллейбусная линия Центральной оси проходит примерно в 25 км от автобусной станции «Север — Юг». Линия проходит вдоль Центральной оси Лазаря Карденаса через центр (Дворец изящных искусств и Torre Latinoamericana). Для троллейбусов создана выделенная полоса, зачастую противоположна направлению движения автомобилей. На линии много троллейбусов: 110 единиц. При длине поездки примерно 1 час 20 минут, такое количество подвижного состава позволяет сохранить интервал между ними в течение 2—3 минут. Стоимость билета — 4 песо.
Линия 2 Метро «Велодромо» — Метро «Чапультепек».
Проезд по данному маршруту также стоит 4 Мексиканских песо, маршрут едет по выделенной полосе
Линия 3 San Andrés Tetepilco — Метро «Mixcoac».
В Сан-Андрес-Тетепилько есть троллейбусное депо, там сохранился Мини — Музей, но он был закрыт для посещения, однако часть экспонатов видна сквозь забор.
Линия 4 Метро «Бульвар Пуэрто Аэрео» — Метро «Эль Росарио».
Линия 5 Метро «Идальго» — Сан-Фелипе-де-Хесус.
Это простая троллейбусная линия, которая работает в общем потоке, стоит всего 2 песо (самый дешевый транспорт во всей Мексике). Начинается в центре, далее по Avenida Reforma на северо-восток, 3D пролетарскими окрестностями. Между тем, это лучший способ добраться из центра в одно из самых важных мест в Мехико: церковный комплекс Гуадалупе.
Линия 6 Метро «Эль Росарио» — Метро «Чапультепек».
Линия 7 CETRAM Восточная периферия — Университетский Городок.
Линия 8 «Кольцевой Политехнико». От станции метро Политехнико до Политехнического института. Он проходит непосредственно через территорию Политехнического института. Цена проезда — 2 песо.
Линия 9 «Iztacalco — метро Villa de Cortés».
Линия 10 «Метро Конституция 1917 года - Акауальтепек».
29 октября 2022 года начала работу 10-я линия, известная как «Эстакада троллейбуса». На этом первом этапе, открытом для пользователей, он имеет длину 7,4 км и 10 станций. n Для обслуживания используется 17 простых троллейбусов и 9 сочлененных троллейбусов.
Линия 12 «Perisur — метро Tasqueña».